# Duplex Man
《Duplex Man》은 엠씨 더 맥스의 디지털 싱글 음반이다. 
엠씨 더 맥스의 대다수 곡이 발라드곡인 것에 비해, 이 앨범의 수록곡인 〈Duplex Man〉은 록적인 요소가 가득 담겨 새로운 인상을 남겼다.

## 수록곡
1. Duplex Man (이수 작사·곡)
2. Duplex Man(MR)